# Ла Роса, Теодоро
Теодоро Ла Роса (исп. Teodoro La Rosa; 1818, Арекипа — 1882, Лима) — перуанский политический и государственный деятель, премьер-министр Перу (26 августа 1876-1 июня 1876), министр юстиции, просвещения, культов и благосостояния (1868—1869 и 1876—1877), юрист, судья, прокурор.

## Биография
Вырос в приюте для сирот в Арекипе. Учился в семинарии Сан-Херонимо, затем до 1839 года изучал право в Национальном университете Сан-Агустин в Арекипа.
Был членом и президентом Лауретанской академии наук и искусств. Работал секретарём префектуры Арекипы (1844—1848) и редактором официальной газеты El Republicano (1846—1848), на страницах которой вёл упорную кампанию против требований боливийского правительства и вреда, причиняемого тиражированием денежная единица Боливийского фебля в экономику южного Перу. 1
Член Конгресса Республики Перу (1851—1853 и 1872–1876). Участник комиссии, разработавшей Гражданский и Гражданский прокурорский кодексы. С 1868 г. — член Верховного суда Лимы.
С 21 ноября 1868 по 23 октября 1869 года занимал кресло Министра юстиции, образования, культа и благосостояния Перу.
В 1871 году был назначен временным прокурором Верховного суда. В связи со смертью предшественника стал титулярным прокурором в 1876 году.